# Tomáš Dolák
Tomáš Dolák (25. května 1952, Gottwaldov – 23. května 2013) byl český hokejový útočník. V roce 1981 emigroval do Německa. Po skončení aktivní kariéry působil jako trenér. Jeho syn Thomas Dolak reprezentoval Německo.

## Hokejová kariéra
V československé lize hrál za TJ Gottwaldov, Duklu Jihlava a TJ Zetor Brno. Odehrál 9 ligových sezón, nastoupil ve 254 ligových utkáních, dal 41 ligových gólů a měl 34 ligových asistencí. Za reprezentaci Československa nastoupil 27. března 1975 v Praze proti týmu Finska. Reprezentoval Československo na mistrovství Evropy juniorů do 19 let v roce 1970, kde tým skončil na 2. místě. V německé bundeslize hrál za ECD Iserlohn a EHC Freiburg.

## Klubové statistiky
| Sezona    | Klub              | Soutěž  | Základní část | Základní část | Základní část | Základní část | Základní část |
| Sezona    | Klub              | Soutěž  | Z             | G             | A             | B             | TM            |
| --------- | ----------------- | ------- | ------------- | ------------- | ------------- | ------------- | ------------- |
| 1968/1969 | TJ Gottwaldov     | 1. liga | 6             | 0             | 0             | 0             | -             |
| 1969/1970 | TJ Gottwaldov     | 1. liga | 15            | 3             | 2             | 4             | -             |
| 1970/1971 | TJ Gottwaldov     | 2. liga | -             | 11            | -             | -             | -             |
| 1971/1972 | TJ Gottwaldov     | 1. liga | 32            | 8             | 2             | 10            | -             |
| 1972/1973 | TJ Gottwaldov     | 2. liga | 24            | 11            | -             | -             | -             |
| 1973/1974 | TJ Gottwaldov     | 2. liga | -             | 8             | -             | -             | -             |
| 1974/1975 | TJ Gottwaldov     | 1. liga | 42            | 5             | 6             | 11            | -             |
| 1975/1976 | Dukla Jihlava     | 1. liga | 32            | 6             | 8             | 14            | 16            |
| 1976/1977 | Dukla Jihlava     | 1. liga | 2             | 0             | 2             | 2             | -             |
| 1976/1977 | Dukla Jihlava „B“ | 3. liga | -             | 11            | -             | -             | -             |
| 1977/1978 | TJ Zetor Brno     | 1. liga | 42            | 7             | 4             | 11            | 26            |
| 1978/1979 | TJ Zetor Brno     | 1. liga | 41            | 10            | 6             | 16            | 22            |
| 1979/1980 | TJ Zetor Brno     | 1. liga | 42            | 2             | 5             | 7             | 22            |
| 1980/1981 | TJ Zetor Brno     | 2. liga | 36            | 9             | 8             | 17            | 18            |
| 1982/1983 | ERC Freiburg      | 2. liga | 19            | 6             | 18            | 24            | 10            |
| 1983/1984 | ERC Freiburg      | 1. liga | 39            | 3             | 9             | 12            | 28            |
| 1984/1985 | ECD Iserlohn      | 1. liga | 34            | 12            | 22            | 34            | 30            |
| 1985/1986 | ECD Iserlohn      | 1. liga | 34            | 3             | 19            | 22            | 36            |
| 1986/1987 | EHC Freiburg      | 2. liga | 35            | 8             | 23            | 31            | 38            |
| 1987/1988 | EHC Freiburg      | 2. liga | 34            | 9             | 23            | 32            | 18            |
| 1988/1989 | EHC Freiburg      | 1. liga | 27            | 7             | 19            | 26            | 16            |
| 1989/1990 | EHC Freiburg      | 1. liga | 35            | 3             | 16            | 19            | 28            |
| 1990/1991 | EHC Freiburg      | 1. liga | 43            | 9             | 8             | 17            | 24            |
| 1991/1992 | EHC Freiburg      | 1. liga | 33            | 3             | 12            | 15            | 18            |
| 1992/1993 | EHC Freiburg      | 1. liga | 38            | 2             | 3             | 5             | 14            |